# Окуоллах-Арита
Окуолла́х-Арита́ (рос. Окуоллах-Арыта) — невеликий острів в Оленьоцькій затоці моря Лаптєвих. Територіально відноситься до Якутії, Росія.
Розташований в центрі затоки, в дельті річки Оленьок. Знаходиться між протокою Хобуох-Тьобюлеге на сході та сусідніми островами Ольоте-Арита і Сюгюлдьор-Арита на заході. Острів має видовжену форму, простягається з півночі на південь. Вкритий болотами, має багато невеликих озер. На півночі і сході оточений мілинами.
| Росія | Це незавершена стаття з географії Росії. Ви можете допомогти проєкту, виправивши або дописавши її. |